# جيسيكا بالمر
جيسيكا بالمر (بالإنجليزية: Jessica Palmer)‏ هي كاتِبة أمريكية، ولدت في 1953.